# Tell Nabasha
Tell Nabasha és un jaciment arqueològic d'Egipte a uns 12 km al sud-est de Tanis, conegut també com a Tell al-Faraun i Tell Bedawi, al jaciment arqueològic d'Al-Khatana. S'han trobat allí les restes de la ciutat egípcia d'Imet o Iemet, l'antiga capital del Nomós XIX del Baix Egipte fins que va ser reemplaçada per Tanis en època assíria. Fou excavat per Flinders Petrie el 1886, els quals van trobar un temple de l'època de Ramsès II reutilitzant pedres d'anteriors edificis, i un temple dedicat per Ahmosis a la deessa local Buto. Al cementiri es van trobar tombes de la dinastia XIX i dels mercenaris xipriotes que van servir amb Ahmosis. Al sud-est del temple queden algunes restes de la ciutat grecoromana.

## Arqueologia
El jaciment consta de tres àrees: el temple, la ciutat i el cementiri.
S'han trobat indicis de la construcció d'un temple a la zona, dedicat a la deessa Wadjet, la deessa cobra del Baix Egipte, durant el Període ramèssida. No obstant això, l'evidència d'inscripcions descobertes al lloc podria significar que l'ocupació va començar a la  dinastia XVIII.
Wadjet era venerada a la zona com la "dama d'Imet". Més tard se li van unir Min i Horus per a formar una tríada de divinitats. Es basava en el model Osiriac (Isis, Osiris i Horus) identificat en altres llocs d'Egipte.
El recinte contenia dos temples. El més petit ha estat datat mitjançant dipòsits fundacionals amb el nom de faraó Amosis II (Amasis) de la dinastia XXVI. Sembla haver estat dedicat a Min. El temple més gran estava dedicat a Wadjet.
També es van trobar monuments reutilitzats de l'Imperi Mitjà. És possible que s'haguessin traslladat aquí des d'un altre lloc.

## Excavacions de Petrie
El 1886, mentre treballava per a la Fundació per a l'Exploració d'Egipte, Flinders Petrie va excavar per primera vegada allà. Entre les restes d'un antic temple, Petrie va trobar una esfinx reial, actualment ubicada al Museu de Belles Arts de Boston. Es creu que l'escultura és de l'època d'Amenemhat III (dinastia XII) o posterior.
Petrie va concloure que el temple es va construir durant la dinastia XII, i després es va reutilitzar a la dinastia XIX durant el regnat de Ramsés II.
En el curs de les excavacions de Petrie,
| «                | En una de les tombes més antigues es van trobar com a mínim dues-centes estatuetes funeràries sense inscripcions de ceràmica vidriada verda; i en una altra unes trenta mil granets de vidre, argent i lapislàtzuli. També es va trobar una gran quantitat de puntes de llança de bronze, amulets, escarabats, etc. | » |
| — Amelia Edwards | |   |

Petrie també va trobar les restes d'una estàtua asseguda colossal de Ramsès II, un altar de granit del Regne Mitjà i les restes de dos trons d'estàtua del Regne Mitjà tallats en gres vermell.
Més recentment, el Consell Suprem d'Antiguitats ha excavat a la zona. Es van trobar enterraments del Regne Mitjà i posteriors. Algunes tombes saïtes es van trobar durant les temporades 1985 i 1986.